# Oxfordium
| ❮ | System  | Serie      | Stufe         | ≈ Alter (mya) |
| ❮ | später  | später     | später        | jünger        |
| - | ------- | ---------- | ------------- | ------------- |
| ❮ | J u r a | Oberjura   | Tithonium     | 145 ⬍ 152,1   |
| ❮ | J u r a | Oberjura   | Kimmeridgium  | 152,1 ⬍ 157,3 |
| ❮ | J u r a | Oberjura   | Oxfordium     | 157,3 ⬍ 163,5 |
| ❮ | J u r a | Mitteljura | Callovium     | 163,5 ⬍ 166,1 |
| ❮ | J u r a | Mitteljura | Bathonium     | 166,1 ⬍ 168,3 |
| ❮ | J u r a | Mitteljura | Bajocium      | 168,3 ⬍ 170,3 |
| ❮ | J u r a | Mitteljura | Aalenium      | 170,3 ⬍ 174,1 |
| ❮ | J u r a | Unterjura  | Toarcium      | 174,1 ⬍ 182,7 |
| ❮ | J u r a | Unterjura  | Pliensbachium | 182,7 ⬍ 190,8 |
| ❮ | J u r a | Unterjura  | Sinemurium    | 190,8 ⬍ 199,3 |
| ❮ | J u r a | Unterjura  | Hettangium    | 199,3 ⬍ 201,3 |
| ❮ | früher  | früher     | früher        | älter         |

Das Oxfordium (häufig verkürzt auch nur Oxford, seltener auch Oxfordien) ist in der Erdgeschichte die untere chronostratigraphische Stufe der Oberjura-Serie im Jura. Die Stufe begann geochronologisch vor etwa 163,5 Millionen Jahren und endete vor rund 157,3  Millionen Jahren. Das Oxfordium folgt nach dem Callovium und wird vom Kimmeridgium abgelöst.

## Namensgebung und Geschichte
Der Begriff „Oxfordien“ wurde bereits 1829 von Alexandre Brongniart gebraucht, später auch von Alcide d’Orbigny. Es handelt sich dabei um den latinisierten Namen der englischen Stadt Oxford.

## Definition und GSSP
Der Beginn der Stufe ist durch das Erstauftreten der Ammoniten-Art Brightia thuouxensis definiert. Sie endet mit dem ersten Auftreten des Ammoniten Pictonia baylei im Fossilbericht. Ein GSSP (Typlokalität und Typprofil) wurde bisher noch nicht festgelegt.

## Untergliederung des Oxfordium
Im Tethysbereich wird das Oxfordium in sechs Ammoniten-Biozonen unterteilt:
- Epipeltoceras bimammatum
- Perishinctes bifurcatus
- Gregoryceras transversarium
- Perisphinctes plicatilis
- Cardioceras cordatum
- Quenstedtoceras mariae